# Hiepia corymbosa
Hiệp hoa ngù, tên khoa học Hiepia corymbosa,  là loài thực vật thuộc phân họ Thiên lý (Asclepiadaceae), họ Trúc đào (Apocynaceae) được Phạm Văn Thế và Leonid Averyanova công bố trên tạp chí Turczaninowia (số 14(3); trang: 5–10; năm 2011)

## Phát hiện
Hiepia corymbosa phát hiện mọc bám trên các thân cây già trong rừng nguyên sinh nhiệt đới ở Miền Trung Việt Nam

## Phân bố
Quảng Bình và Quảng Trị, Việt Nam